# (2718) Handley
(2718) Handley (1951 OM; 1935 SL; 1972 JT1; 1974 WB1; 1979 SF1) ist ein ungefähr 25 Kilometer großer Asteroid des äußeren Hauptgürtels, der am 30. Juli 1951 vom südafrikanischen (damals: Südafrikanische Union) Astronomen Ernest Leonard Johnson am ehemaligen Union-Observatorium im Stadtteil Observatory in Johannesburg (Provinz Gauteng) in Südafrika (IAU-Code 078) entdeckt wurde. Er gehört zur Themis-Familie, einer Gruppe von Asteroiden, die nach (24) Themis benannt ist.

## Benennung
(2718) Handley wurde nach dem Unterhaltungskünstler Tommy Handley (1894–1949) aus dem Vereinigten Königreich benannt, der während des Zweiten Weltkriegs bekannt war. Er begann seine Karriere in Varieté- und Konzerten, stellte jedoch 1926 fest, dass sein sehr schneller Stil des gesprochenen Humors für das neue Medium Radio geeignet war. Sein größter Erfolg war die Hörfunksendung „It’s That Man Again“ (ITMA), die erstmals 1939 ausgestrahlt wurde. Die Benennung wurde von den US-amerikanischen Astronomen Brian Marsden, Gareth Vaughan Williams und Robert Williams vorgeschlagen.